# Villers-Chemin-et-Mont-lès-Étrelles
Villers-Chemin-et-Mont-lès-Étrelles là một xã ở tỉnh Haute-Saône trong vùng Franche-Comté phía đông Pháp. Xã có diện tích 7,32 km², dân số năm 2006 là 118 người. Khu vực này có độ cao từ 238-377 mét trên mực nước biển.